# Bissetia (papillon)
Cet article concerne le genre de papillons. Pour le genre de mousses, voir Bissetia (plante).
Genre
Bissetia est un genre de lépidoptères de la famille des Crambidae.

## Espèces
- Bissetia leucomeralis (Hampson, 1919)
- Bissetia poliella (Hampson, 1919)
- Bissetia steniellus (Hampson, 1899)
- Bissetia subfumalis (Hampson, 1896)
- Bissetia tauromma (Kapur, 1950)[1]